# Tahkuranna
Tahkuranna est un village estonien de la commune d'Häädemeeste, situé dans le comté de Pärnu.

## Géographie
Le village s'étend sur 7,4 km2 dans le sud-ouest du pays, le long du littoral du golfe de Finlande, à 150 km au sud de Tallinn.

## Histoire
Le premier président de la république d'Estonie Konstantin Päts est né à Tahkuranna en 1874.
Le 19 décembre 1991, le village est rattaché à la commune d'Uulu, qui prend le nom de Tahkuranna le 1er juin 1995. Elle est supprimée en 2017 et fusionnée avec la commune d'Häädemeeste.

## Monuments
Le manoir de Tahkuranna, construit au XVIe siècle, a appartenu à une congrégation orthodoxe au XIXe siècle et est utilisé aujourd'hui comme hébergement touristique.
L'église orthodoxe de la Dormition a été construite en 1872.
L'ancienne église luthérienne, détruite lors des combats en 1941, est aujourd'hui en ruines.
À l'entrée de la localité, au milieu d'un petit parc s'élève le mémorial dédié à Konstantin Päts. Il est constitué d'une colonne de granite rose, ornée de bas-reliefs en bronze représentant notamment un portrait du président et la silhouette de sa maison natale, surmontée d'un motif circulaire chargé des armoiries de l'Estonie.